# Takida (musikalbum)
Takida är ett självbetitlat album av det svenska rockbandet Takida. Det släpptes 2001.

## Låtlista
1. Close, Therapy
2. Falling Down
3. See the Better Days
4. Score
5. The Black Sheep
6. Breathe
7. Have You Waited Long?
8. Unstabilized
9. What If
10. Se7en
11. No Reason Why
12. Riddles
13. Settle Down